# 然達伊拉 (北里約格朗德州)

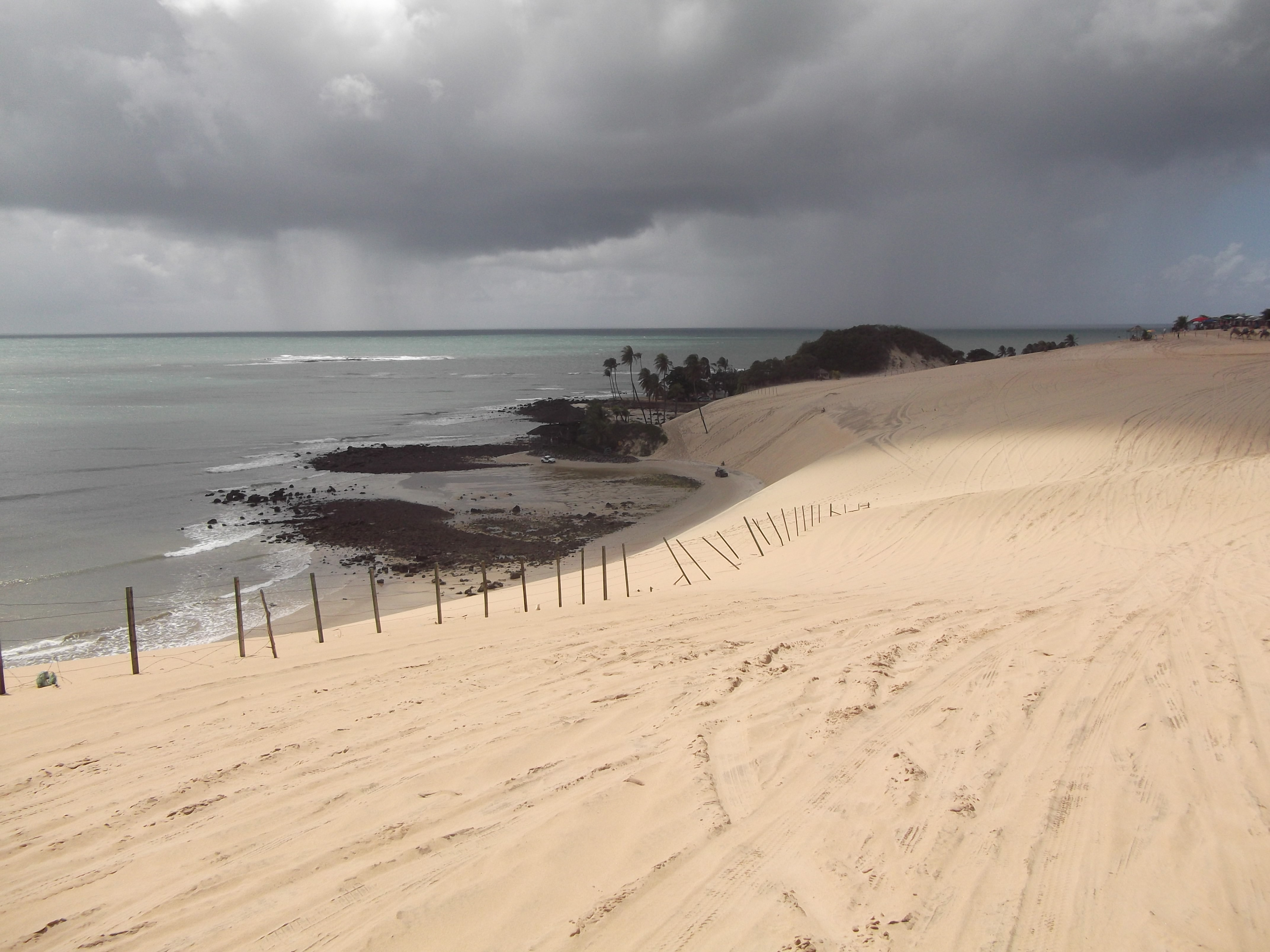
然達伊拉

然達伊拉（葡萄牙語：Jandaíra），是巴西的城鎮，位於該國東北部，由北里約格朗德州負責管轄，始建於1963年，面積436平方公里，2010年人口6,796，人口密度每平方公里15.6人。